# Dubiraphia quadrinotata
Dubiraphia quadrinotata är en skalbaggsart som först beskrevs av Thomas Say 1825.  Dubiraphia quadrinotata ingår i släktet Dubiraphia och familjen bäckbaggar. Inga underarter finns listade i Catalogue of Life.